# Cryptomella
Cryptomella é um gênero de gastrópodes pertencente à família Conoidea.

## Espécies
- Cryptomella ebor (Okutani, 1968)
- Cryptomella oceanica (Dall, 1908)
- †Cryptomella transenna (Suter, 1917)